# Takehiro Hira
Takehiro Hira (平 岳大, Hira Takehiro), né le 27 juillet 1974 à Tokyo, est un acteur japonais.

## Biographie

### Jeunesse et formation
Fils des acteurs Mikijirō Hira et Yoshiko Sakuma, Takehiro Hira grandit au Japon jusqu'à l'âge de 15 ans puis part aux États-Unis, dans l'État du Rhode Island. Il s'inscrit au lycée de Providence et intègre l'université Brown.

### Carrière au Japon
Takehiro Hira travaille en étroite collaboration avec son père, l'acteur  Mikijirō Hira. En 2002, il fait ses débuts au théâtre avec Rokumeikan, une pièce de 1956 de Yukio Mishima.
Il apparaît dans plusieurs films de Takashi Miike, notamment Hara-Kiri : Mort d'un samouraï (2011), Ace Attorney (2012), et Aku no kyōten (2012).

### Carrière internationale
Takehiro Hira joue le rôle principal dans la série britannique Giri/Haji (2019) et un des rôles principaux dans la série américaine Shōgun (2023). Il tient également des rôles notables dans des films américains comme Snake Eyes (2021),  Gran Turismo (2023) et Captain America: Brave New World (2025).

## Filmographie

### Cinéma
- 2011 : Hara-Kiri : Mort d'un samouraï : Ii Naotaka
- 2012 : Ace Attorney : Professeur Kume
- 2012 : Aku no Kyoten : Mitsurugi Shin
- 2017 : Sekigahara : Shima Sakon
- 2021 : Snake Eyes : Kenta
- 2023 : Gran Turismo : Kazunori Yamauchi
- 2024 : Rumours, nuit blanche au sommet (Rumours) : Tatsuro Iwasaki, le premier ministre japonais
- 2025 : Captain America: Brave New World : Premier ministre Ozaki
- 2025 : The Amateur : Professeur

### Télévision
- 2019 : Giri/Haji : Kenzo Mori
- 2021 : Yasuke : Oda Nobunaga (voix)
- 2023 : Abysses : Riku Sato
- 2023 : Monarch: Legacy of Monsters : Hiroshi Randa
- 2023 : Shōgun : Ishido Kazunari